# Manuleu
Manuleu ist eine osttimoresische Aldeia im Suco Wenunuc (Verwaltungsamt Metinaro, Gemeinde Dili). 2015 lebten in der Aldeia 989 Menschen.

## Geographie

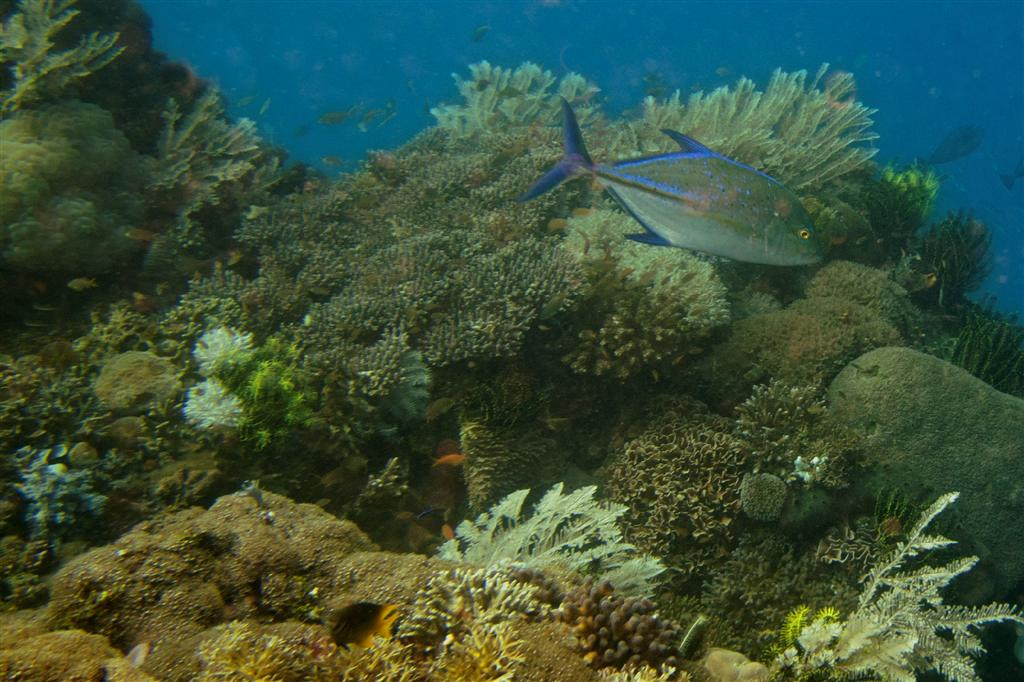
Beim Tauchplatz Secret Garden

Mehr als die Hälfte der Fläche des Sucos Wenunuc gehören zur Aldeia Manuleu, die sich an der Straße von Wetar über fast den gesamten Osten des Sucos erstreckt. Nur eine kleine Enklave beim Dorf Manleu im Nordosten bildet die Aldeia Rai-Mean. Im Westen grenzt Manuleu an die Aldeia Wenunuc. Im Südosten grenzt Manuleu an den Suco Lacumesac und im Osten an den Suco Uma Caduac, die zum Verwaltungsamt Laclo (Gemeinde Manatuto) gehören.

## Einrichtungen
Südwestlich von Manleu befindet sich der Nationale Heldenfriedhof (Jardim dos Heróis e martires da Pátria). Der Tauchplatz Secret Garden liegt an der Ostgrenze von Manuleu.